# Jessica DiCicco
Jessica Sonya DiCicco (pronunciación en inglés: /ˈdɪtʃiːkoʊ/; Los Ángeles, 10 de junio de 1980) es una actriz estadounidense. Ella interpreta la voz en inglés Maggie en The Buzz on Maggie, Lexi Bunny en Loonatics, Malina en Las Nuevas Locuras del Emperador, Gwen Wu en The Mighty B!, Tica en Los Sábados Secretos, Tambry en Gravity Falls, Lynn y Lucy Loud en The Loud House, y Annie Bramley en Es Pony.

## Biografía
Nació en Los Ángeles, fue la primera hija de Bobby Di Cicco y Margo Malkin. Ella y su hermana Katie se plantearon en Manhattan, ciudad de Nueva York. 
En 1987, DiCicco fue seleccionada por Marlo Thomas entre miles de otros escolares para aparecer en el programa especial Free To Be a Family. Cuando tenía nueve años de edad, la eligió Francis Ford Coppola en El padrino III como un niño sin nombre. 
Tuvo un pequeño papel como joven Cindy Zagarella en la película de 1993 Household Saints. En 1996 fue fotografiada por los camarógrafos de New York Magazine.
Como actriz de voz empezó en 2004. Fue nominada para un Emmy en 2008 por su interpretación de Malina en Las nuevas locuras de emperador, pero perdió frente a Eartha Kitt, que hizo Yzma en la misma serie.

## Filmografía

### Películas
| Año  | Título                                     | Rol                                                                 | Notas                         |
| ---- | ------------------------------------------ | ------------------------------------------------------------------- | ----------------------------- |
| 1990 | El padrino III                             | Child                                                               |                               |
| 1993 | Household Saints                           | Young Cindy Zagarella                                               |                               |
| 1998 | Bus No. 9                                  | Jessica                                                             | Película de TV                |
| 1998 | Witness to the Mob                         | Karen                                                               | Película de TV                |
| 2004 | 50 First Dates                             | Teenager at the zoo                                                 | No acreditada                 |
| 2006 | Vecinos invasores                          | Shelby                                                              | Voz                           |
| 2007 | Toot & Puddle: I'll Be Home for Christmas  | Opal                                                                | Voz / Película de TV          |
| 2008 | Kung Fu Panda: Secrets of the Furious Five | Young Viper                                                         | Voz / Cortometraje            |
| 2008 | Unstable Fables: Goldilocks & 3 Bears Show | Misty                                                               | Voz                           |
| 2010 | Einstein Pals                              | Millie                                                              | Voz / Directamente para Video |
| 2021 | The Loud House: la película                | Lynn Jr. y Lucy Loud                                                | Voz                           |
| 2023 | The Super Mario Bros. Movie                | Mamá de Mario y Luigi, Toda amarillo, Pauline y mujer del comercial | Voz                           |

### Televisión
| Año           | Título                                          | Rol                                                                     | Nota                                                                                              |
| ------------- | ----------------------------------------------- | ----------------------------------------------------------------------- | ------------------------------------------------------------------------------------------------- |
| 2004          | Jakers! The Adventures of Piggley Winks         | Gerdie                                                                  | Voz / "Dannan's American Cousin" (temporada 3, episodio 5)                                        |
| 2005-2007     | All Grown Up!                                   | Wally (Ex interés y la novia de Phil)                                   | Voz / Papel recurrente                                                                            |
| 2005-2007     | Loonatics Unleashed                             | Lexi Bunny                                                              | Voz / Papel principal                                                                             |
| 2005-2006     | The Buzz on Maggie                              | Maggie Pesky                                                            | Voz / Papel titular                                                                               |
| 2006-2008     | The Emperor's New School                        | Malina                                                                  | Voz / Papel principal                                                                             |
| 2006          | Frances                                         | Frances                                                                 | Voz / Papel titular                                                                               |
| 2006          | Shuriken School                                 | Okuni / Ami / Kita                                                      | Voz / Papel principal                                                                             |
| 2006          | Bratz                                           | Roxxi / Fiana / Sheridan                                                | Voz / Papel recurrente                                                                            |
| 2006          | Danger Rangers                                  | Manny / Moe                                                             | Voz / "Medicine Mix Up" (temporada 1, episodio 5)                                                 |
| 2007          | El Tigre: The Adventures of Manny Rivera        | Davi Rococó                                                             | Voz / Papel recurrente                                                                            |
| 2007          | American Dragon: Jake Long                      | Danika                                                                  | Voz / Papel recurrente                                                                            |
| 2008          | Jimmy Kimmel Live!                              | sí misma                                                                | No acreditada / (temporada 6, episodio 30)                                                        |
| 2008          | The Replacements                                | Celebrity Starr                                                         | Voz / "Hollywoodn't" (temporada 2, episodio 10)                                                   |
| 2008-2011     | The Mighty B!                                   | Gwen                                                                    | Voz / Papel principal                                                                             |
| 2008-2009     | Random! Cartoons                                | Gloom / Fuzzy Animal #1                                                 | Voz / "Sparkles and Gloom" (temporada 1, episodio 7)                                              |
| 2008-2009     | Random! Cartoons                                | Smart Alec / Plasma Tot                                                 | Voz / "Hero Heights" (temporada 1, episodio 4)                                                    |
| 2010          | Two and a Half Men                              | Jenny                                                                   | Voz / "Aye, Aye Captain" (temporada 7, episodio 15)                                               |
| 2011          | Tinker Bell and the Pixie Hollow Games          | Lilac                                                                   | Voz / Papel principal                                                                             |
| 2011-presente | Winx Club                                       | Lucy, Miele y Selina                                                    | Voz / Papel menor (Lucy y Miele) y Papel principal [Villana principal en la temporada 6] (Selina) |
| 2012-2018     | Adventure Time                                  | Flame Princess                                                          | Voz / Papel recurrente                                                                            |
| 2012-2013     | Pound Puppies                                   | Patches                                                                 | Voz / Papel recurrente                                                                            |
| 2012          | The High Fructose Adventures of Annoying Orange | Princess Peach                                                          | Voz                                                                                               |
| 2012          | Motorcity                                       | Ruby the Dark Slayer                                                    | Voz / "Ride of the Fantasy Vans" (temporada 1, episodio 9)                                        |
| 2012          | Gravity Falls                                   | Tambry, Giffany                                                         | Voz                                                                                               |
| 2014          | Guardians of The Elements                       | Cynthia Chung (Hermana menos de Hulia), Mira Capella, Voces adicionales | Voz                                                                                               |
| 2014-2017     | Sheriff Callie's Wild West                      | Toby/Clementine                                                         | Voz                                                                                               |
| 2015          | Elemental Duel Masters                          | Amethyst Stone, Voces adicionales                                       | Voz                                                                                               |
| 2016-presente | The Loud House                                  | Lynn Loud,Lucy Loud                                                     | Voz                                                                                               |

## Videojuegos
| Año  | Título                                         | Rol                              |
| ---- | ---------------------------------------------- | -------------------------------- |
| 2000 | Midnight Club: Street Racing                   | Announcer for the New York level |
| 2003 | Disney's Extreme Skate Adventure               | Skater Girl                      |
| 2005 | Psychonauts                                    | Franke Athens                    |
| 2006 | Kingdom Hearts II                              | Olette                           |
| 2006 | Pimp My Ride                                   | Marcia                           |
| 2007 | Kingdom Hearts II Final Mix                    | Olette                           |
| 2007 | Hot Shots Tennis                               | Ashley                           |
| 2007 | Bratz 4 Real                                   | Roxxi / Fianna                   |
| 2010 | White Knight Chronicles: International Edition | Voces adicionales                |
| 2010 | Final Fantasy XIII                             | Voces adicionales                |
| 2010 | Resonance of Fate                              | Leanne                           |
| 2011 | Rise of Nightmares                             | Monica                           |
| 2013 | Lightning Returns: Final Fantasy XIII          | Lumina                           |
| 2014 | The Lego Movie Videogame                       | Voz                              |